# ゆうきまさみ
ゆうき まさみ（本名：佐藤 修治、本名読み：さとう しゅうじ、1957年12月19日 - ）は、日本の男性漫画家。北海道虻田郡倶知安町出身（札幌市生まれ）。北海道倶知安高等学校卒業。
1980年（昭和55年）『月刊OUT』（みのり書房）に掲載された「ざ・ライバル」でデビュー。当初はプロの漫画家になるつもりはなく、サラリーマン稼業の傍らでみのり書房やラポートの雑誌で活動する。退職後に「きまぐれサイキック」で『週刊少年サンデー』（小学館）での活動を開始し、以降主に同誌において活躍した。
代表作に『究極超人あ〜る』・『機動警察パトレイバー』・『じゃじゃ馬グルーミン★UP!』など。

## 来歴

### 生い立ち
1957年（昭和32年）に北海道札幌市で生まれる。幼少期を東京都中野区や千葉県で過ごす。小学生の時に7歳年上の従兄がノートに漫画を描くのに影響を受け、石森章太郎の『マンガ家入門』で描き方を憶えて漫画を描きはじめる。
中学生の時に母親の故郷の北海道虻田郡倶知安町に移り、高校卒業まで過ごす。ちなみに、『究極超人あ〜る』の「生き霊少女」のエピソードは、高校時代の体験に基づいているという。

### デビュー前
1975年（昭和50年）に高校を卒業し上京。台東区御徒町にあるメガネレンズの卸売会社に就職する。
1977年（昭和52年）の劇場版『宇宙戦艦ヤマト』公開前後より、アニメや漫画の愛好者達の集い場となっていた江古田のまんが画廊に通うようになる。ここで『パロディ宇宙戦艦ヤマト』（水谷潤）という有名な同人誌を見て触発されて自身もパロディ要素を含んだ漫画を執筆し、これが仲間達から好評を得て執筆を続けるようになる。
また、川村万梨阿やとまとあきらとともに、架空のアニメの設定などをでっち上げる「企画ごっこ」という遊びを始め、これが後の『機動警察パトレイバー』へと繋がって行く。

### アニメ誌でのデビュー
まんが画廊でみのり書房がパロディ漫画を描ける人物を捜しているとの情報を得たゆうきは、同社を訪れてアイデアを見せ、OKが出たため漫画を執筆して持ち込む。『機動戦士ガンダム』のパロディ作品「ざ・ライバル」が『月刊OUT』1980年（昭和55年）4月号に掲載されて漫画家としてデビューする。ただし4ページの原稿のうち掲載されたのは1ページ目と4ページ目だけであった。
その後も、同誌でコンスタントにアニパロ（アニメのパロディ）読切の発表を続け、1980年12月号から開始した「ど貴族物語」が初の連載作品となる。当初はプロの漫画家になるつもりはなく、サラリーマンを本業として続けながらの活動であった。
活動の場をラポートの『アニメック』やOUTの増刊として始まった『アニパロコミックス』と増やし、新谷かおるの元でのアシスタントを行うと漫画活動の幅を広げるが、漫画によって本業が疎かになっていく。そして勤務年数が退職金が出る年数に届き退職しても当面の生活には困らなくなったこともあり、勤務態度を注意されたことを機として6年勤めた会社を1982年（昭和57年）に退職。
同年には『アニメック』でアニパロではないオリジナル作品「マジカル ルシィ」を、翌年には『アニパロコミックス』と『月刊OUT』を跨ぐ形で古事記のヤマトタケルノミコト説話を漫画化した「ヤマトタケルの冒険」の連載をそれぞれ始める。

### パトレイバーの企画が頓挫
1982年ごろに出渕裕と知り合ったゆうきは意気投合して「企画ごっこ」のノートを見せ、これを気に入った出渕は構成として火浦功を加え『機動警察パトレイバー』として実際にアニメ化することを目指す。制作プロダクションへと企画を持ち込むが受け入れられず頓挫し、多忙となった火浦は企画から撤退する。
1983年（昭和58年）の『時をかける少女』の公開により、ゆうきの周りでは原田知世ブームが起こる。出渕裕・火浦功・美樹本晴彦・かがみあきら・とり・みき・河森正治・米田裕といった面々が原田について熱く語る日々を過ごし、エッセイ漫画などの形で仕事としても昇華していた。ゆうきも『OUT』で連載したパロディ作品「時をかける学園（ねらわれたしょうじょ）」などいくつかの漫画で原田を取り上げた他、原田に近づく機会が得られるかもしれないとの理由から角川書店のアニメ雑誌『月刊ニュータイプ』での連載を受諾している。
1985年（昭和60年）の同誌創刊号から連載を開始したエッセイ漫画「ゆうきまさみのはてしない物語」は四半世紀以上を経た2016年現在においても続いており、同誌最長の長寿連載となっている。

### 少年サンデー時代
究極超人あ〜る
「星雲児」で『週刊少年サンデー』に出入りするようになった出渕裕の紹介でサンデー編集部とのコネクションを持ち、1984年（昭和59年）の同誌25周年増刊号に「きまぐれサイキック」が掲載されサンデーでの活動が始まる。同年に、本誌で「♡LY BLOOD」の短期集中連載を行う。
さらに月刊で発行されていた『週刊少年サンデー増刊号』で「鉄腕バーディー」（オリジナル版）の連載を開始する。しかし、当時の担当が週刊でやることを推したため、増刊での「バーディー」の連載を中断し、1985年（昭和60年）より本誌で「究極超人あ〜る」の連載を開始。以降、同誌はゆうきの主戦場となり、2002年（平成14年）までの17年間に渡って作品を掲載することとなる。
機動警察パトレイバー
1986年（昭和61年）には新たに脚本家の伊藤和典と当時伊藤の妻であったキャラクターデザイナーの高田明美を加えて『機動警察パトレイバー』の計画を練り直し、バンダイでOVA化を取り付ける。1988年（昭和63年）には『少年サンデー』での漫画版の連載とOVAの発売が始まり、翌1989年（平成元年）には映画化・テレビアニメ化も達成し、デビュー前の構想が元となった企画が実現された。「パトレイバー」連載開始の同年には前年連載が終了した「あ〜る」で第19回星雲賞マンガ部門を、翌年には連載中の「パトレイバー」で第36回小学館漫画賞少年部門を受賞する。
じゃじゃ馬グルーミン★UP!
1994年（平成6年）には6年続いた「パトレイバー」を完結させ、担当から提示された題材を元に「じゃじゃ馬グルーミン★UP!」の連載を『少年サンデー』で開始。同作も連載期間が6年に渡る長期連載となり、単行本では全26巻のタイトルとなっている。また「じゃじゃ馬」と並行して、1995年（平成7年）からは『月刊少年キャプテン』（徳間書店）で「土曜ワイド殺人事件」（とり・みきとの共作）、2000年（平成12年）からは『AICコミックLOVE』（AIC）で「マリアナ伝説」（田丸浩史との共作）の連載を開始している。両作は掲載誌を移りながらも連載が継続され、2004年（平成16年）と2005年（平成17年）にそれぞれ完結している。
パンゲアの娘 KUNIE
2001年（平成13年） より連載を開始した「パンゲアの娘 KUNIE」が翌2002年（平成14年）に打ち切りとなり、「あ〜る」以来17年連載を続けてきたサンデーを離れる。

### 青年誌への移動
鉄腕バーディー
「KUNIE」の打ち切りによって仕事の無くなっていたゆうきに、『週刊ヤングサンデー』へと異動していた「じゃじゃ馬」時の担当が、『バーディー』を名指しで連載を持ちかけ、同誌で2003年（平成15年）より『鉄腕バーディー』のリメイク版の連載を開始する。
2008年（平成20年）には『鉄腕バーディー DECODE』としてアニメ化もされるが、アニメ放映中に『ヤングサンデー』が休刊し『週刊ビッグコミックスピリッツ』へと移籍。その後、1カ月程度の休載を挟んで「鉄腕バーディーEVOLUTION」と改題の上で連載を再開した。改題によって個別タイトルとしては「じゃじゃ馬」などより短くなっているが『EVOLUTION』は完全に話の繋がった続編であり、無印と『EVOLUTION』を合わせたリメイク版『鉄腕バーディー』全体では連載期間で10年以上、単行本では30巻を越えるゆうき最長の作品となっている。
白暮のクロニクル / でぃす×こみ
2013年から2017年にかけては、現代に生きる吸血鬼をテーマにしたサスペンスミステリー作品『白暮のクロニクル』をビッグコミックスピリッツで連載。同時期に、ボーイズラブ作家をテーマにした『でぃす×こみ』を、月刊!スピリッツで不定期連載した。
新九郎、奔る!
2018年からは、伊勢新九郎（北条早雲）をモデルとした『新九郎、奔る!』を月刊!スピリッツにて連載開始（2020年よりビッグコミックスピリッツに移籍）。
2020年9月14日、画業40周年を記念した企画が、週刊ビッグコミックスピリッツ42・43合併号で告知された。同年12月に初の大規模となる展示イベント「ゆうきまさみ展」を東京・東京ドームシティ Gallery AaMoで開催。また、初の画集が発売されることも併せて発表した。イベントの詳細は随時特設サイト及び公式Twitterで告知される。

## 年表
特記のない連載作品は『週刊少年サンデー』での連載。
- 1957年（昭和32年） - 北海道札幌市で生まれる[5]。
- 1975年（昭和50年） - 北海道倶知安高等学校を卒業し、上京して就職する[6]。
- 1980年（昭和55年） - サラリーマン稼業のかたわら、『月刊OUT』（みのり書房）掲載の『ざ・ライバル』でデビュー。以後サラリーマンを続けながらみのり書房やラポートでアニパロ漫画を中心とした執筆活動を続ける。
- 1982年（昭和57年） - 6年勤めた会社を退職[8]。
- 1984年（昭和59年） - 「きまぐれサイキック」が増刊号に掲載され『週刊少年サンデー』（小学館）に進出し、「♡LY BLOOD」の短期連載で同誌初の連載を開始する。初の単行本となる『ヤマトタケルの冒険』が発売。『週刊少年サンデー増刊号』で「鉄腕バーディー」を連載開始。
- 1985年（昭和60年） - 『月刊ニュータイプ』（角川書店）で漫画エッセイ『はてしない物語』の連載を開始（ - 連載中[注 8]）。『バーディー』を中断しサンデー本誌で「究極超人あ〜る」の連載を開始（ - 1987年）。
- 1987年（昭和62年） - 『バーディー』の連載を一時再開（ - 1988年）。
- 1988年（昭和63年） - 出渕裕らと共にヘッドギアとして計画を進めていた『機動警察パトレイバー』の漫画版を連載開始（ - 1994年）し、OVAも発売。『あ〜る』で第19回星雲賞コミック部門受賞。
- 1990年（平成2年） - 『パトレイバー』で第36回小学館漫画賞受賞。
- 1994年（平成6年） - 『じゃじゃ馬グルーミン★UP!』を連載開始（ - 2000年）。
- 1995年（平成7年） - とり・みきとの共作で『土曜ワイド殺人事件』を『月刊少年キャプテン』（徳間書店）で連載開始。以降同作は掲載誌を変えながら断続的に2004年まで連載が続けられる。
- 2000年（平成12年） - 田丸浩史との共作で『マリアナ伝説』を『AICコミックLOVE』（AIC）で連載開始。以降同作は掲載誌を変えながら2005年まで連載が続けられる。
- 2001年（平成13年） - 『パンゲアの娘 KUNIE』を連載開始（ - 2002年）。
- 2003年（平成15年） - 『週刊ヤングサンデー』（小学館）でセルフリメイクの上で『鉄腕バーディー』を連載開始。2008年（平成20年）の同誌休刊に伴い『週刊ビッグコミックスピリッツ』に移籍し、その後「鉄腕バーディーEVOLUTION」に改題。
- 2009年（平成21年） - 株式会社インターネットより発売（6月26日）のVOCALOID2「Megpoid」のキャラクターデザインを担当。
- 2013年（平成25年） - 『週刊ビッグコミックスピリッツ』にて『白暮（はくぼ）のクロニクル』を。『月刊!スピリッツ』にて『でぃす×こみ』連載開始（どちらも 2017年まで）。
- 2018年（平成30年） - 『月刊!スピリッツ』にて『新九郎、奔る!』を連載開始。2020年（令和2年）より『週刊ビッグコミックスピリッツ』に移籍。
- 2020年（令和2年） - 画業40周年。

## 作品リスト
漫画作品については連載作品のみを抜粋して記載する。詳細な漫画作品および単行本のリストはゆうきまさみの漫画作品一覧を参照。

### 漫画作品
- ど貴族物語（みのり書房『月刊OUT』1980年12月号 - 1981年03月号）
- マジカル ルシイ（ラポート『アニメック』27号 - 1983年12月号）
- ヤマトタケルの冒険（『月刊OUT』1983年02月号 - 08月号および増刊『アニパロ・コミックス』）
- パラレル・ミュージアム（徳間書店『SFアドベンチャー』1983年07月号 - 12月号）
- 時をかける学園（ねらわれたしょうじょ）（『月刊OUT』1983年10月号 - 1984年10月号）
- ♡LY BLOOD（小学館『週刊少年サンデー』1984年37号 - 41号）
- 鉄腕バーディー[29]：未完となったオリジナル版を後にリメイクし、さらに後に『EVOLUTION』に改題。
  - オリジナル版：『週刊少年サンデー増刊』1985年1月号 - 7月号、1987年12月号 - 1988年2月号
  - リメイク版：小学館『週刊ヤングサンデー』2003年4・5号 - 2008年35号、『週刊ビッグコミックスピリッツ』2008年41号 - 43号
    - 鉄腕バーディー EVOLUTION（小学館『週刊ビッグコミックスピリッツ』2008年46号 - 2012年34号）
- アッセンブル・インサート（みのり書房『アニパロコミックス』8 - 10）
- ゆうきまさみのはてしない物語（角川書店『月刊ニュータイプ』1985年04月創刊号 - 連載中）：漫画エッセイ
- 究極超人あ〜る（『週刊少年サンデー』1985年34号 - 1987年32号）
- 機動警察パトレイバー（『週刊少年サンデー』1988年17号 - 1994年23号）
- じゃじゃ馬グルーミン★UP!（『週刊少年サンデー』1994年44号 - 2000年42号）
- 土曜ワイド殺人事件（徳間書店『月刊少年キャプテン』1995年2月号 - 1997年2月号）：とり・みきとの共作
  - 新・土曜ワイド殺人事件（富士見『ドラゴンHG』vol.1 - 6、『月刊ドラゴンエイジ』2003年10月号・2004年01月号）
- マリアナ伝説：田丸浩史との共作。3つの雑誌を渡り歩いた。
  - AIC『AICコミックLOVE』vol.7 - 8
  - 『ドラゴンHG』vol.1 - 6
  - 『月刊ドラゴンエイジ』2003年07月号 - 2005年06月号
- パンゲアの娘 KUNIE（『週刊少年サンデー』2001年21・22合併号 - 2002年30号）
- でぃす×こみ（『月刊!スピリッツ』不定期連載：2013年6号 - 2016年11月号、通常連載：2017年8月号 - 12月号）
- 白暮のクロニクル（『ビッグコミックスピリッツ』2013年39号 - 2017年26号）
- 新九郎、奔る!（『月刊!スピリッツ』：2018年3月号 - 2019年12月号、『ビッグコミックスピリッツ』2020年7号 - ）

### アニメ
- 機動警察パトレイバー - ヘッドギアの一員として原案を担当。なお、同名の漫画とは基本設定等は共有しているものの、漫画のアニメ化やアニメの漫画化という関係にはない（詳細は該当項目を参照）。

### キャラクターデザイン
- 熱血ロボ ガンバル5 - 『ジ・アニメ』（近代映画社）架空のアニメ作品を企画制作したら…をネタにしたパロディクイズ企画から派生した架空の作品。ゆうきはキャラクターデザイン及び掲載漫画を担当[注 9][30]。
- 未来放浪ガルディーン - 火浦功によるSF小説。
- GUMI - Megpoidのイメージキャラクター
  - Crosslight
- いいちこ - 駅貼りポスター、アニメーションムービー広告「iichiko story ep.4『思いはどこへ駆けていく』」キャラクター原案[31]

### イラスト
- スターライトシリーズ（1985年～2006年、集英社文庫コバルトシリーズ/スーパーファンタジー文庫/ソノラマノベルス） - 火浦功によるSF小説シリーズ。
- ギャラクシー・トリッパー美葉（1992年～1995年、角川スニーカー文庫） - 山本弘による小説シリーズ。
- Memories（1991年、キングレコード） - 辛島美登里のアルバム。
- イカロスの誕生日（2015年、μNOVEL） - 小川一水による小説。μNOVELでのカラーカバーを担当。[32]
- 書籍「普通のサラリーマン、ラジオパーソナリティになる〜佐久間宣行のオールナイトニッポン0（ZERO）2019-2021〜」（2021年、扶桑社） - 佐久間宣行のオールナイトニッポン0(ZERO)の番組本。表紙イラストを担当。[33]
- ギリシア棺の謎（2024年、創元推理文庫）- エラリー・クイーンによる小説。東京創元社創立70周年フェアの店舗限定版の表紙イラストを担当。

### その他
- 特撮雑誌『宇宙船』1983年秋号（Vol.16）にて東宝特撮についてのイラストコラムを描く。楽屋落ち的な内容で出渕裕も登場。
- アトム ザ・ビギニング - コンセプトワークスを担当（『月刊ヒーローズ』2015年1月号 - 。原案：手塚治虫、漫画：カサハラテツロー、監修：手塚眞、協力：手塚プロダクション）
- テレビドラマ『重版出来!』 - 2016年のTBS系テレビドラマ。漫画編集部が舞台のストーリーである。劇中で使用される漫画の原稿（『ドラゴン急流』三蔵山龍）を執筆[34]。
- 朝日新聞 2022年7月1日朝刊 文化面にて大河ドラマ『鎌倉殿の13人』についてコメントする。

### メディア出演
- X年後の関係者たち〜あのムーブメントの舞台裏〜 #35「機動警察パトレイバー」（2023年3月7日、BS-TBS）[35]
- 漫道コバヤシ 機動警察パトレイバー 誕生35周年記念SP（2023年3月16日、フジテレビONE）[36]

## 関連人物

### まんが画廊の常連
とまとあき
小説家・音楽ディレクター。まんが画廊の常連の一人でデビュー前からの知人で、『パトレイバー』の大元となった企画ごっこにも参加している。またゆうきも参加した架空のアニメ企画『熱血ロボ ガンバル5』では構成を担当している。『究極超人あ〜る』に登場するたわば先輩はとまとをモデルとしており、ドラマCDではとまと自身が声を当てている。
川村万梨阿
女性声優。まんが画廊の常連の一人でデビュー前からの知人で、『パトレイバー』の大元となった企画ごっこにも参加している。『究極超人あ〜る』に登場する西園寺まりいは川村をモデルとしており、ドラマCDやOVAでは川村自身が声を当てている。

### 漫画家
出渕裕
漫画家の他メカニックデザインなどと幅広く活動するクリエイター。1983年（昭和58年）ごろに『アニメック』の編集部で知り合い意気投合。素人の「企画ごっこ」でしかなかったものを『機動警察パトレイバー』として実際にアニメとするために尽力する。またリメイク版『鉄腕バーディー』には漫画ではアイデア協力として、このアニメ版となる『鉄腕バーディー DECODE』にはクリエイティブプロデューサーとして関わっている。
とり・みき
漫画家。ゆうきがアニパロ漫画を描いていた時代に知り合い、原田知世ブームを機に交友を深める。一時期ゆうきはとりの元でアシスタントも務めていた。また1995年からは『土曜ワイド殺人事件』を合作している。
新谷かおる
サラリーマンを辞める直前の時期にゆうきは新谷の元でアシスタントを務め、この経験がサラリーマンを辞めるきっかけの一つともなっている。

### ヘッドギア
アニメ『機動警察パトレイバー』の原作者集団。
出渕裕
上述。ヘッドギアではメカニックデザインを担当。
伊藤和典
ヘッドギアでは脚本を担当。『究極超人あ〜る』に登場する伊東のモデル。
高田明美
ヘッドギアではキャラクターデザインを担当。『究極超人あ〜る』に登場する伊東の彼女のモデル。また同作のドラマCDでは西園寺えりかの声を担当している。
押井守
ヘッドギアでは監督を担当。

### アシスタント出身者
ゆうきの元でアシスタント経験のある人物。
- しげの秀一[42]
- 末次徹朗[43]
- 法田恵[44]
- ゆうろ[45]
- こしたてつひろ

### その他の人物
井上伸一郎
『アニメック』時代から交流のある編集者で、『月刊ニュータイプ』における「はてしない物語」の連載を依頼した人物。
火浦功
小説家。出渕の呼びかけに応じ『機動警察パトレイバー』のプロトタイプ企画に構成として参加。火浦の参加時期にアニメ化は達成できなかったが、この時に『パトレイバー』を通りやすくするために作られたダミー案を元に『未来放浪ガルディーン』を執筆している。